# 肝毒性
肝毒性（英語：Hepatotoxicity，该英文词语源自希腊hepatic toxicity），是指由化学物质引起的肝损伤。药物性肝损伤（Drug-induced liver injury，DILI）是药物引起的急性和慢性肝病的原因，也是药物批准后撤出市场的最常见原因。
肝脏在转化和清除化学物质方面发挥着重要作用，并且易受这些物质的毒性影响。某些药物，如果服用过量（例如对乙酰氨基酚、扑热息痛），甚至有时在治疗范围内服用（例如氟烷），都可能损伤肝脏。其他化学制剂，例如实验室和工业中使用的化学制剂、天然化学物质（例如α-鹅膏蕈碱）和草药（两个突出的例子是卡瓦胡椒，尽管其因果机制尚不清楚，以及紫草，因为它含有吡咯里西啶生物碱，英语：pyrrolizidine alkaloid）也可能引起肝毒性。导致肝损伤的化学物质被称为肝毒素。
超过900种药物被指控会导致肝损伤（见下文LiverTox外部链接），肝损伤是药物撤出市场的最常见原因。肝毒性和药物引起的肝损伤也是大量化合（药）物失败的原因，这凸显了对毒性预测模型（例如深部组织损伤，Deep tissue injury，缩写：DTI）和药物筛选检测（例如干细胞衍生的类肝细胞）的需求，这些检测能够在药物开发过程的早期检测出毒性。化学物质常常会导致亚临床性的肝脏损伤，仅表现为肝酶检测异常。
药物性肝损伤占所有住院病例的5%和所有急性肝功能衰竭的50%。

## 参阅
- 雷尔氏综合征
- 肝脏保护（英语：Hepatoprotection）